# Konec básníků v Čechách
Pour plus de détails, voir Fiche technique et Distribution.
Konec básníků v Čechách (littéralement en français La fin des poètes en Bohême), est une comédie tchèque sortie en 1993.
Il s'agit de la quatrième partie de l'hexalogie poétique réalisée par Dušan Klein (cs) basée sur un ouvrage de Ladislav Pecháček (cs). Il était initialement prévu que ce soit la dernière partie, mais dix ans plus tard, une autre suite a été créée. Les rôles principaux sont joués par Pavel Kříž (cs), David Matásek (cs), Tereza Brodská (cs) et Míla Myslíková.
Les thèmes sont les changements sociaux turbulents après la Révolution de velours et l'incapacité de Štěpán à s'adapter aux nouvelles conditions prédatrices du capitalisme primitif. Cependant, les critiques et les téléspectateurs ont évalué le film bien moins bien que les trois parties précédentes, le critiquant pour sa fragmentation des genres, sa production hâtive ou sa schématisation excessive.

## Synopsis
L'intrigue du film se déroule après la Révolution de Velours, lorsque chacun est confronté à de nouvelles conditions et comprend, à des degrés divers, les opportunités de liberté. Kendy (David Matásek), qui travaille désormais comme journaliste et directeur de publicité, enregistre une interview de Štěpán (Pavel Kříž), pour laquelle, à cause de son honnêteté excessive, Štěpán est expulsé de l'hôpital. Il retourne dans sa ville natale de Hradiště, où tout change également. Sa mère (Míla Myslíková) qui travaille toujours comme couturière, se rend au Sokol rénové et essaie de trouver un emploi et un partenaire pour son fils divorcé, au chômage et désillusionné.
Štěpán examine les offres d'emploi dans une clinique privée ou comme directeur d'une polyclinique, mais il est toujours dégoûté par l'immoralité qu'exige ces postes. Il rencontre une pharmacienne sensible, Ute (Tereza Brodská), qui n'aime pas toucher ses oreilles (« Na ucho ne ! »). Finalement, Štěpán part travailler dans un monastère, où des religieuses s'occupent d'enfants handicapés mentaux.

## Fiche technique
- Titre : Konec básníků v Čechách
- Réalisation : Dušan Klein (cs)
- Scénario : Dušan Klein (cs) et Ladislav Pechácek
- Musique : Zdenek Rytír
- Photographie : Josef Vanis
- Montage : Jirí Brozek
- Production :
- Société de production :
- Pays :  Tchéquie
- Genre : Comédie romantique
- Durée : 115 minutes
- Dates de sortie : 
  -  Tchéquie : 22 juillet 1993

## Distribution
- Pavel Križ (cs) : Štěpán Šafránek
- David Matásek (cs) : Kendy
- Tereza Brodská (cs) : Ute
- Míla Myslíková : la mère de Štěpán
- Jana Hlavacova (cs) : Tonička
- Josef Somr (cs) : le professeur Ječmen
- Lenka Kořínková (cs) : Vránová
- Eva Vejmelková (cs) : Píšťalka
- Adriana Tarabková (cs) : Jeskyňka
- Barbora Štěpánova (cs) : Bedřiška
- Pavel Zednicek (cs) : Písařík
- Oldřich Navrátil (cs) : Nádeníček
- Josef Větrovec (cs) : le directeur
- Tomas Topfer (cs) : Sahulák
- Jaroslava Obermaierová : une dame
- Ondrej Vetchý (cs) : Karabec
- Marek Vašut : un médecin
- Antonín Procházka : le directeur de l'hôpital
- Stanislav Zindulka (cs) : Lorenc
- Miroslav Táborský : Hanousek
- Hana Sevčíková (cs) : une infirmière
- Stanislava Bartošová : une patiente
- Markéta Hrubešová (cs) : une secrétaire